# Gebirgs-Taschenratte
Die Gebirgs-Taschenratte (Thomomys bottae) ist eine im westlichen Nordamerika lebende Nagetierart aus der Familie der Taschenratten (Geomyidae). Sie lebt überwiegend unterirdisch und ernährt sich von Pflanzenteilen, die sie vor allem unter der Erde frisst. Es wurden zahlreiche Unterarten beschrieben.
Der Artzusatz im wissenschaftlichen Namen ehrt den italienischen Forschungsreisenden Paolo Emilio Botta.

## Merkmale
Gebirgs-Taschenratten sind kompakt gebaut, mit großem Kopf, kurzen Beinen und kräftigen Krallen. Die Tiere haben eine Kopf-Rumpf-Länge von 177 bis 267 mm und eine Schwanzlänge von 48 bis 85 mm. Das Fell ist mittellang. Die Fellfarbe der Oberseite ist je nach Verbreitung sehr variabel und diente vielfach zur Abgrenzung von Unterarten. Bei manchen Populationen wechselt die Fellfarbe auch jahreszeitlich.

## Verbreitung und Lebensraum

Verbreitungsgebiet der Gebirgs-Taschenratte

Die Gebirgs-Taschenratte lebt im westlichen Teil der USA und in Nordmexiko. Sie kommt vom Süden des Bundesstaats Oregon bis Niederkalifornien, ostwärts bis einschließlich des zentralen Großen Beckens und nach Süden bis in das Flachland Nordmexikos vor. In den USA umfasst das Areal der Art die Bundesstaaten Arizona, Kalifornien, Colorado und Nevada (dort möglicherweise ausgestorben), New Mexico, Oregon, Texas und Utah. In Mexiko gehören die Bundesstaaten Baja California, Chihuahua, Coahuila, Nuevo León, Sinaloa und Zacatecas zum Verbreitungsgebiet.
Die Art besiedelt unterschiedliche Lebensräume wie offene Graslandschaften, Prärie, Laub- und Nadelwälder und wüstenähnliche Gebiete. In diesen Gebieten ist sie in offenem Gelände mit tiefgründigen Böden anzutreffen, zudem kommt sie in landwirtschaftlich genutzten Flächen vor.

## Lebensweise

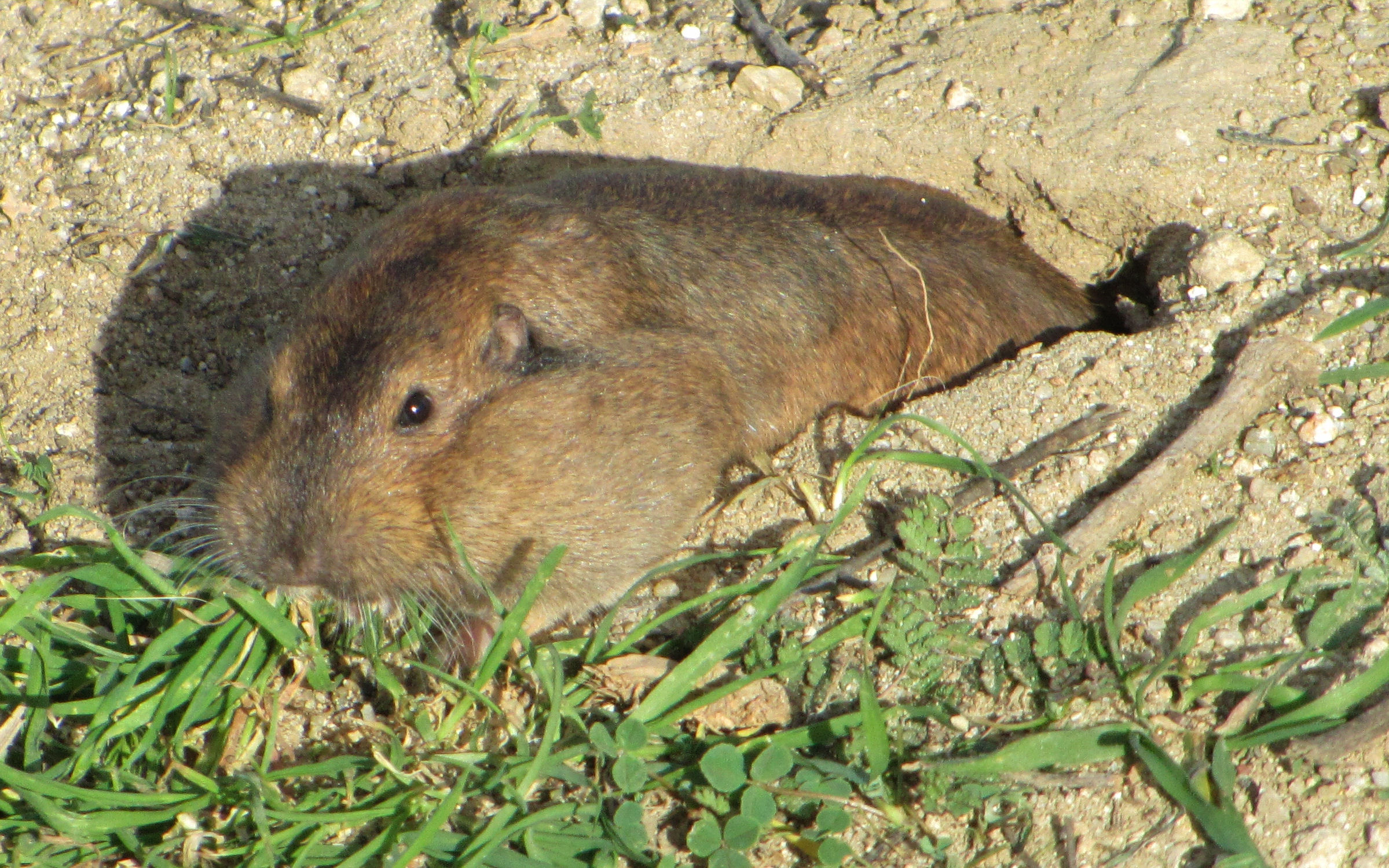
Gebirgs-Taschenratte mit deutlich gefüllten Backentaschen

Gebirgs-Taschenratten leben überwiegend unterirdisch und sind außerhalb der Paarungszeit territoriale Einzelgänger. Männchen haben größere Reviere als Weibchen. Die Tiere sind tag- und nachtaktiv, die Hauptaktivitätszeit liegt am Nachmittag und frühen Abend.
Die Tiere graben mit den großen Schneidezähnen, die lockere Erde wird mit dem Kopf oder den Vorderbeinen beiseite geräumt. Der Bau einer Gebirgs-Taschenratte besteht im Regelfall aus einem oder mehreren Erdhaufen, die aus dem beim Graben anfallenden Material bestehen, flachen Tunneln unter der Erdoberfläche, die zur Nahrungssuche genutzt werden und tieferen Bereichen, in denen sich die Tiere dauerhaft aufhalten. Hier befinden sich Vorrats- und Wohnkammern. Die Nahrungssuchtunnel verlaufen parallel zur Bodenoberfläche.

### Ernährung
Die Gebirgs-Taschenratte ernährt sich von einem breiten Spektrum unter- und oberirdischer Pflanzenteile wie Wurzeln, Knollen, Zwiebeln, Gräsern, Blättern bis hin zu Kakteen, im Winter auch von Rinde. In landwirtschaftlich genutzten Gebieten fressen die Tiere auch Feldfrüchte.

### Fortpflanzung

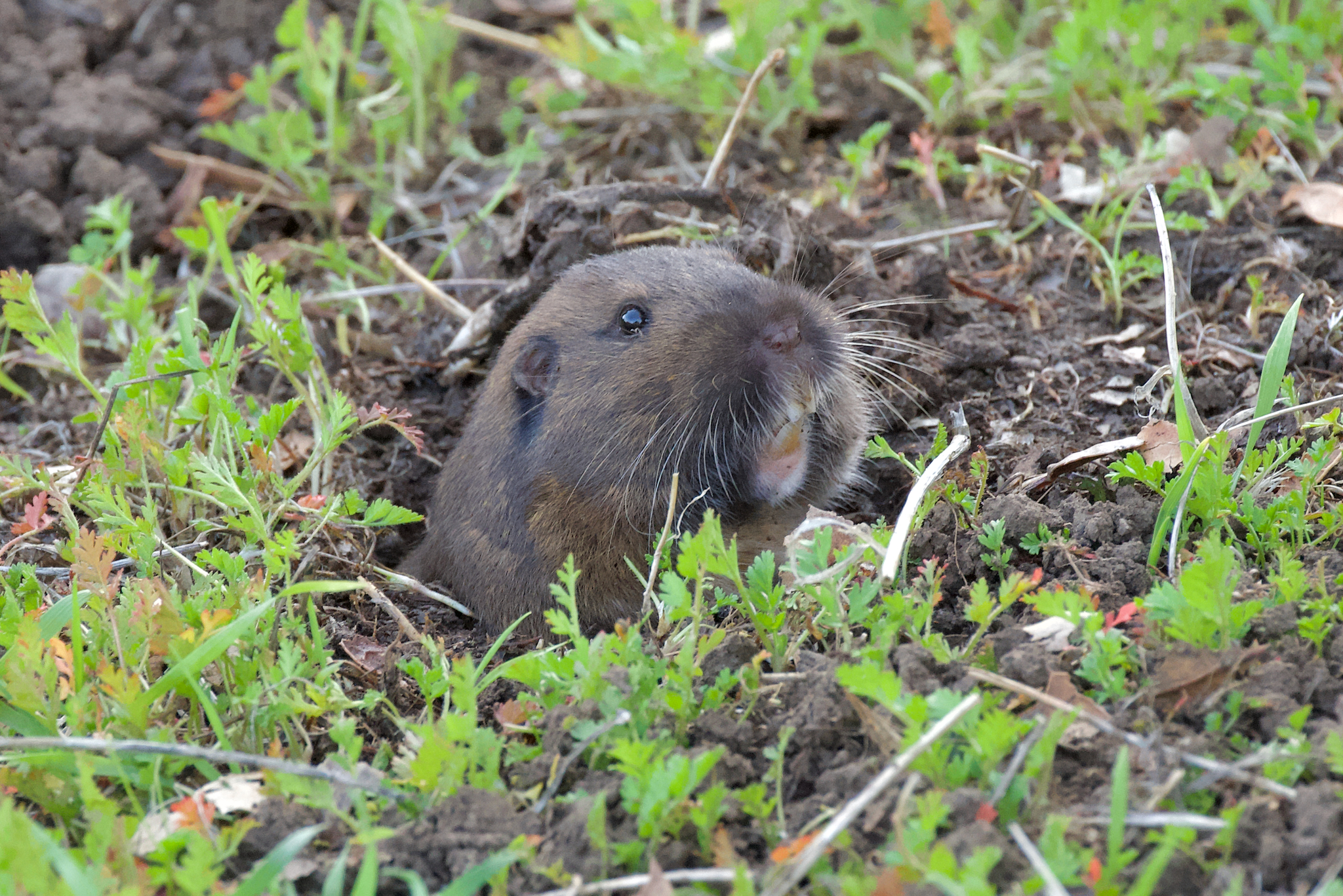
Gebirgs-Taschenratte (juv.)

Taschenratten werfen in Gebieten mit gutem Nahrungsangebot ganzjährig und bis zu viermal im Jahr, im Norden des Verbreitungsgebietes und in größeren Höhenlagen ist die Wurfzeit auf das Frühjahr beschränkt. Die Tragzeit beträgt etwa 18 Tage. Die Würfe umfassen 1 bis 12 Jungtiere. Weibchen können in nahrungsökologisch günstigen Gebieten bereits im Jahr ihrer Geburt erstmals werfen.

## Bedrohung und Schutz
Die Art wird von der International Union for Conservation of Nature and Natural Resources (IUCN) aufgrund des großen Verbreitungsgebietes und der Bestandsgröße als „nicht gefährdet“ (Least concern) eingestuft. Sie ist zudem anpassungsfähig und kommt in verschiedenen Lebensräumen vor, ein Rückgang des Bestandes und eine größere Bedrohung der Art sind nicht bekannt.
In landwirtschaftlich genutzten Gebieten wird die Gebirgs-Taschenratte als Schädling betrachtet.